# تایگرایر

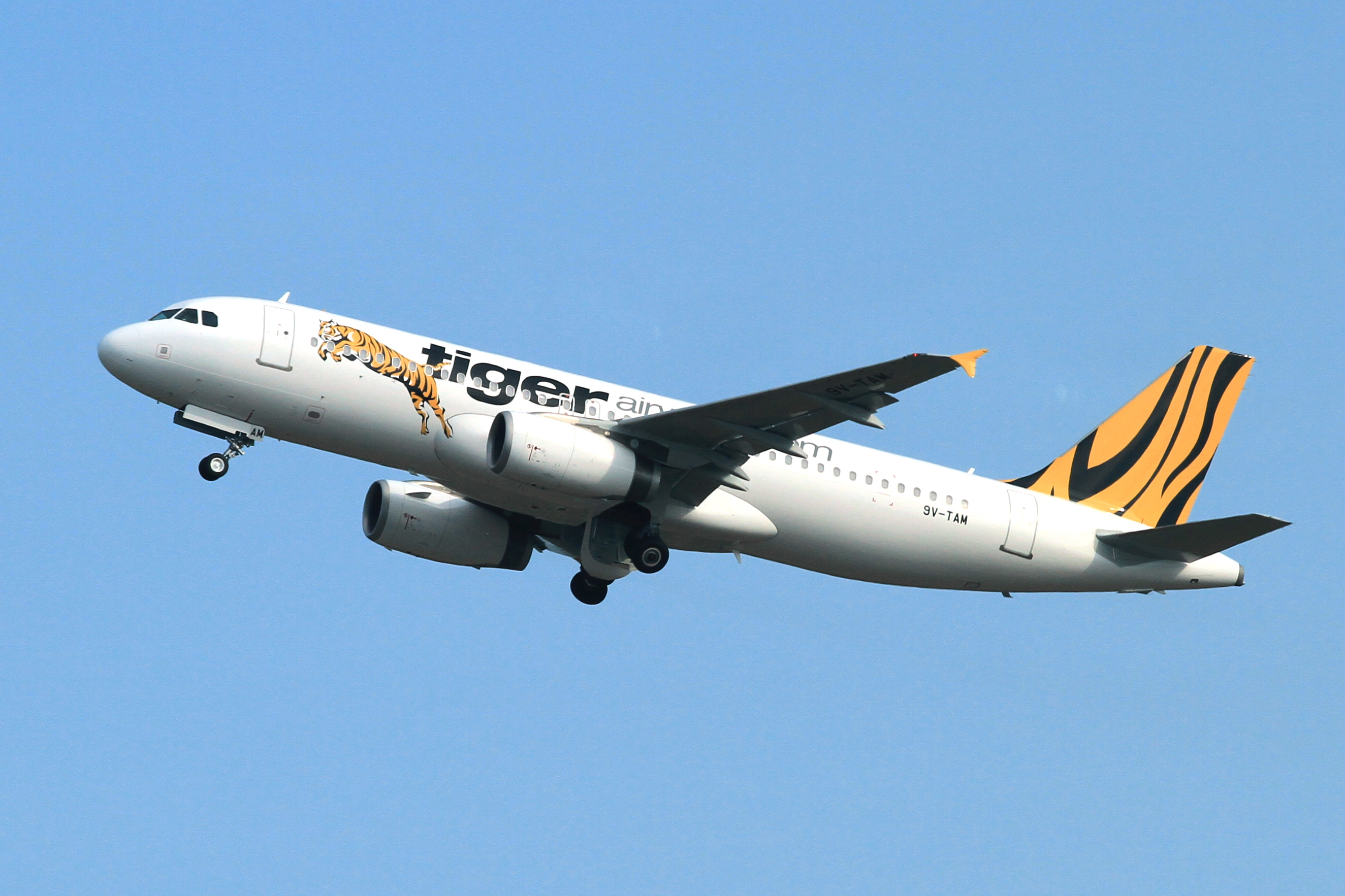
هواپیمای ایرباس ای۳۲۰ متعلق به تایگرایر

تایگرایر، (به انگلیسی: Tigerair) شرکت هواپیمایی ارزان‌قیمت سنگاپوری است، که در سال ۲۰۰۳ تأسیس شد و در حال حاضر روزانه به ۳۵ مقصد در آسیا و اقیانوسیه پروازهای مستقیم دارد.
دفتر مرکزی شرکت تایگرایر در سنگاپور قرار دارد و فرودگاه چانگی سنگاپور، قطب این شرکت هواپیمایی به‌شمار می‌آید. این شرکت در حال حاضر در ناوگان هوایی خود، دارای ۲۵ فروند هواپیمای جت مسافربری می‌باشد.